# Polyommatus admetus
Polyommatus admetus là một loài bướm trong họ Lycaenidae. Loài này được mô tả bởi Esper trong 1785. Chúng được tìm thấy ở đông nam châu Âu và Thổ Nhĩ Kỳ. Sải cánh dài 30–40 mm. Con trưởng thành bay từ tháng Sáu đến tháng Tám.
Ấu trùng ăn Onobrychis (bao gồm cả Onobrychis viciifolia) và các loài Lathyrus).

## Phân loài
- Polyommatus admetus admetus (đông nam châu Âu)
- Polyommatus admetus anatoliensis (Forster, 1960) (Thổ Nhĩ Kỳ)